# 小行星18032
小行星18032（18032 Geiss）是一颗绕太阳运转的小行星，为主小行星带小行星。该小行星于1999年6月发现。

## 轨道参数
小行星18032的轨道半长轴为2.8344331 UA，离心率为0.139。